# Ujedinjena burza cvijeća u Aalsmeeru

Ujedinjena burza cvijeća u Aalsmeeru (nizozemski: Verenigde Bloemenveilingen Aalsmeer, VBA) je zajedničko udruženje proizvođača s ciljem ujedinjenja ponude i potražnje pod istim krovom u nizozemskom gradu Aalsmeeru. Ona predstavlja najveću svjetsku burzu cvijeća, a zgrada burze je druga najveća zgrada na svijetu (518.000 m²). Svakodnevno se na njoj prodaje oko 20 milijuna biljaka. Svoju robu dnevno nudi više od 4.000 proizvođača, a proizvode kupuju 3.600 registriranih kupaca koji ih prodaju u vlastitim prodavaonicama ili veći dio (80%) izvoze u skoro sve države svijeta (najviše u Njemačku).

## Povijest
Ujedinjena burza je osnovana 1960. godine spajanjem dviju aukcijskih kuća "Bloemenlust" i "C.A.V.", jedne za rezani cijvet, a druge za lončanice. Cijena izgradnje burzanskog kompleksa, zajedno s cijenom zemljišta, iznosila je 300.000.000 nizozemskih guldena. Dio ovog iznosa je osiguran je pomoću European Orientation and Guarantee Fund-a, prodajom zgrada i kapitalom ranijih burzi, dio hipotekom (25%) i oko 1% od proizvođača cvijeća.

## O kompleksu
Prostor burze je podijeljen na dva dijela:

### Departman burze
Departman ima dva dijela: hala za primanje robe (u okviru koje za svaku grupu biljaka postoji posebno mjesto: za ruže I. i II. klase, karanfil, jorgovan, lončanice i ostale biljke) i 6 dvorana za aukciju (kapacitet svake je 300 kupaca; u dvorani su po dva aukcijska sata čijim kazaljkama se određuje postignuta cijena).

### Departman za kupce
Čine ga hala za raspodjelu, gdje se raspoređuju vagoneti prema brojevima kupaca i dopremaju do hale za utovar gdje veliki broj registriranih kupaca ima svoje stalno mjesto za utovar i ured.

## Način rada burze
Pet dana u tjednu u ranim jutarnjim satima proizvođači donose svoju robu direktno i halu za primanje robe na određeno mjesto. Roba se stavlja na vagonet s formularom o predaji. Prije početka aukcije roba se pregleda i na formular o predaji dodaje se broj i eventualni komentari od strane inspektora.
U 7:00 sati počinje aukcija u svim dvoranama. Kupac ima karticu s kodiranim brojem koju ubacuje u otvor na pultu ispred sjedišta radi identifikacije u centralnom računalu. Dva aukcijska sata rade istovremeno, a kupac pomoću prekidača na pultu se može uključiti na željeni sat. Pored podataka koje aukcionar prezentira na zaslonu sata, uz pomoć mikrofona obavješćuje ime poduzeća proizvođača, ime vrste ili sorte koja se nudi i komentar o kvalitetu.
Aukcioner pokreće kazaljku i ona se kreće od cifre 100 na niže. Kupac koji prvi pritisne taster kupio je robu. Njegov broj se pojavljuje na zaslonu sata. Na taj način se postiže najviša cijena na najbrži način. Preko mikrofona kupac obavješćuje detalje: želi li cijelu količinu ili samo dio (preostali dio se ponovo licitira).
Svaki sat je u vezi s printerom na kome se printa kontrolna kartica za svaku obavljenu transakciju s brojem kupca, postignutom cijenom i drugim detaljima. Istovremeno informacija se čuva u centralnom računalu koji ih obrađuje, u informacije za kupca i proizvođača kao i za potrebe statistike.
Kontrolne kartice koriste se za raspodjelu robe. Iz aukcijskih dvorana vagoneti s robom i karticama odlaze uz pomoć pomične trake do hale za raspodjelu. Opskrbljivači (najveći broj radnika burze) raspodeljuje pojedine partije robe s aukcijskih vagoneta na dugi niz vagoneta s brojevima kupaca. Kada se vagonet kupca napuni šalje se pomičnom trakom u halu za utovar. Uz pomoć odgovarajućeg koda vagonet se oslobađa pomične trake na mjestu za utovar za kupca čiji je broj na vagonetu. Kupci koji nemaju mjesto za utovar mogu preuzeti robu u hali za raspodjelu. Kupac robu može prevesti 15 minuta poslije kupovine. Brzina je neophodna jer se rezani cvijet treba isti dan u prodati na velikim udaljenosti, često i na drugom kontinentu.

## Vanjske poveznice
- FloraHolland web stranica